# Mappík
A mappík (מַפִּיק măppîq, mappiq, mappíq, mappik) a héber olvasási segédjelek egyike. Jelentése a √נפק nfq kijönni gyökből előhozó. Szerepe, hogy a szóvégi ה hé-ben állva, annak kiejtett voltát jelzi: הּ- h - azaz "előhozza" a betű mássalhangzós kiejtését, a szóvégi hék ugyanis minden más esetben némák a héberben (magánhangzóbetűként viselkednek).
A kéziratos hagyomány egy részében ezt a pontot, a dágestől való megkülönböztetés végett (mellyel egyébként nem keverhető, mert vég-hében dáges nem állhat) nem középre, hanem attól lejjebb helyezték el. Szintén e hagyomány egy része a mappík hiányát a hé fölé húzott vonással, a ráfével jelzi.

## Kiejtése
A mappíkos hé kiejtése eredetileg nem egyezik meg a szimpla (szó eleji vagy szóbelseji) héével, hanem egy annál erősebb h-t jelöl, hasonlóan a magyar doh, keh, méh szavak végén álló h-hoz. Ez az ejtés egyezik az arab ح ḥá ejtésével (بحر bahr tenger). Modern héberben a mappikos hé is néma.

## Példák
- Legfontosabb használata az egyes szám 3. személy nőnem birtokragja: הּ ָ- -áh övé: אִישׁ ís férfi - אִישָׁהּ ísáh férje (אִשָּׁה issá nő), ביתה bjth: בַּיְתָה `bajtá haza(felé) - בֵּיתָהּ bétáh háza (nőé)
- Valódi vég-hés igék:
  - גָּבַהּ gávah magasnak lenni
  - כָּמַהּ kámah sápadtnak lenni
  - מָהַהּ máhah késni
  - נָגַהּ nágah (fel)ragyog
  - תָּמַהּ támah megdöbbenni, elcsodálkozni

A fenti igék ragozása során a hé végig a helyén marad - ezzel szemben az összes többi vég-hés ige valójában eredetileg vég-jod/vávos, így azoknál a hé jodban (ritkán vávban) tűnik el (helyesebben a ragozáskor visszatér az eredeti gyökhangzó). Példa:
- גָּבַהּ gávah: גָּבַהְתָּ magas voltál, de רָאָה ráá látni: רָאִיתָ rá`ítá láttad (*רָאַיְתָּ *rá`ajtá helyett, eredeti gyök: *רָאַי *ráaj)[2]
- Egyéb példák
  - וְנֹגַהּ צִדְקָהּ "venógah cidqáh - és felragyog világossága (ti. Jeruzsálemé)"
  - יָה Já, de יָהּ Jáh, az istennév variációi
  - אֱלֹהִים Elohim Isten, de אֱלֹהַּ Elóah Isten

## Egyéb használata
A kéziratos hagyomány egy részében előfordul, hogy a א ו י álef, váv és jod mássalhangzós (ʾ, v, j) ejtésének jelzésére is használják:
- גּוֹיִ gój nép, nemzet (és nem gói), קָוִ qáv (qáw és nem qáu) kötél. A pont ilyenkor a jod és váv alatt jelenik meg.

A váv esetében a kéziratok mappík helyett néma svát is alkalmazhatnak ilyenkor: 
- עֵשָׂוְ Észáv Ézsau (és nem Észáu).

Nyomtatott Bibliákban csak négy helyen áll mappíkos álef: 
- וַיָּבִיאּוּ va|jjá`víʿú és|bevitték/elhozták (1Móz 43:26, Ezra 8:18; √בוא bwʿ bó, hifíl váv-impf. t/3h)
- תָּבִיאּוּ tá`víʿú hozzatok (3Móz 23:17; √בוא bwʿ bó, hifíl impf. t/2h)
- רֻאּוּ ruʿú láttattak, látszottak (Jób 33:21; √ראה rʿh ráá, kal-passzívum perf. t/3h. Ez azonban, tekintettel a kal-passzívum törzsképző kettőzésére (pl. יֻלַּד jullad született √ילד yld jálad), valódi kettőzésként (dáges forteként) is értelmezhető: רֻאּוּ ruʿʿú)

A kéziratokban a beleírt pont (אּ) megjelenhet felülírtként is.